# Theopompella fusca
Theopompella fusca es una especie de mantis de la familia Hymenopodidae.

## Distribución geográfica
Se encuentra en Costa de Marfil, Guinea, Camerún, Congo, Tanzania,  Zambia y Zimbabue.